# USS Iowa (SSN-797)
El USS Iowa (SSN-797) será el 24.º submarino nuclear de ataque de la clase Virginia del Bloque IV de la Armada de los Estados Unidos.

## Construcción
Este submarino está en construcción en el General Dynamics Electric Boat de Groton, Connecticut. Las partes son construidas entre este astillero y el Newport News Shipbuilding. La construcción misma fue ordenada el 28 de abril de 2014 e inició con la puesta de quilla el 20 de agosto de 2019 El 5 de abril de 2025 fue entregado a la Marina en la Base Naval de Submarinos de New London, Groton, Connecticut.

## Nombre
El 3 de septiembre de 2015 el secretario de la Armada Ray Mabus anunció la imposición del nombre USS Iowa al SSN-797, en honor al estado de Iowa. Es la cuarta nave en llevar este nombre; nombre llevado por última vez por el acorazado USS Iowa.